# جولس
جولس (بالعبريَّة: ג'וּלִס) هي قرية عربية تقع في منطقة الجليل، وإداريًا في المنطقة الشمالية شمال إسرائيل. تقع على بعد ستة عشر كيلومترا شرقي مدينة عكا، على تلّة ترتفع حوالي 150 متر عن سطح البحر، وهي قرية قديمة مذكورة في التاريخ منذ مئات السنين، يقطنها السكان العرب الموحدون الدروز. في عام 2018 بلغ عدد السكان حوالي 6,375 نسمة. إزداد عدد السكان ليصل إلى 6,657 نسمة في عام 2021. 3,380 ذكر و3,277 أنثى جميعهم عرب، و0.4% من مُجمل السكان هم مسلمون و99.6% دروز.
ويذكر أن قرية جولس كقرية تاريخية كانت قائمة في عهد الدعوة في مستهل القرن الحادي عشر الميلادي وهي اليوم قرية صغيرة يبلغ عدد سكانها حوالي ستة آلاف نسمة. لكنها قرية ذات أهمية كبيرة بالنسبة للطائفة العربية الدرزية ففيها ومنذ مئات السنين تسكن القيادة الروحية للطائفة الدرزية أي منذ أكثر من قرنين ونصف. يعيش فيها اليوم الشيخ أبو حسن موفق طريف الرئيس الروحي للطائفة الدرزية، وفيها أيضاً ضريح الشيخ أمين طريف الرئيس الروحي للطائفة الدرزية في القرن العشرين.

## التسمية
وفقًا للأسطورة المحلية، فإن الاسم مشتق من «يوليوس»، وهو اسم القائد الروماني الذي كان يقيم في المنطقة. يقول آخرون أنها من الكلمة العربية «الجلوس»، لأنها تقع على التلال السفلى من القرى المحيطة، وبالتالي تبدو وكأنها جالسة.

## تاريخ

### الحقبة العثمانية
وفقًا للسجلات الضريبية العثمانية لعام 1596، كان يعيش في جولس عدد كبير من المسلمين (الدروز؟) بما مجموعه 79 أسرة. وتشمل المنتجات الخاضعة للضريبة القمح والشعير و«المحاصيل الصيفية»، وأشجار الفاكهة، و«الماعز والنحل». وبلغ إجمالي الضرائب 7,047 آقجة. خلال القرن السادس عشر كان هناك أيضًا عدد صغير من السكان اليهود.
في أوائل القرن الثامن عشر، كانت جولس واحدة من القرى الرئيسية المنتجة للقطن في المنطقة. في وقت لاحق من نفس القرن، كانت جولس واحدة من خمس قرى في ناحية ساحل عكا، والتي كانت مملوكة مباشرًة لحاكم عكا، وكانت معفاة من الضرائب العثمانية المعتادة.
أظهرت خريطة لبيير جاكوتين خلال غزو نابليون عام 1799 المكان باسم غيول.
في عام 1875 قام المستكشف الفرنسي فيكتور جويرين بزيارة القرية وأطلق عليها اسم جولس. وأشار إلى أنه «قبل وصولي إلى جولس، صعدت على هضبة صغيرة تخترقها العديد من الصهاريج الأرضية. وتظهر الصهاريج والأحجار المقطوعة المبنية في المنازل الحديثة أن المكان هو موقع مدينة أو قرية قديمة. وتم تكريس التلة القريبة كوليّ للشيخ علي». في عام 1881 وصف صندوق استكشاف فلسطين جولس بأنها «قرية مبنية من الحجر تحتوي على حوالي 200 من الدروز، وتحيط بها الزيتون والأراضي الصالحة للزراعة».
أظهرت قائمة السكان تعود إلى حوالي 1887 أنَّ جولس كان تضم على 360 نسمة، وكان جميع السكان من الدروز.

### الإنتداب البريطاني
في تعداد عام 1922، والذي أجرته سلطات الانتداب البريطاني، بلغ عدد سكان جولس حوالي 446 نسمة؛ كان منهم حوالي 442 من الموحدون الدروز، وثلاثة مسيحيين ومُسلم واحد. وكان جميع المسيحيين من الأرثوذكس. وفي إحصاء عام 1931 إزداد عدد سكان القرية ليصل إلى حوالي 614 نسمة. كان منهم 586 من الموحدون الدروز، وحوالي 26 مسيحيًا، ومُسلمان، يسكنون في إجمالي 123 منزلاً.
في إحصاءات 1945 كان عدد سكان جوليس حوالي 820 نسمة؛ منهم 40 مسيحيًا وحوالي 780 صنفوا كآخرين (أي موحدون دروز)،  وبلغ إجمالي مساحة الأرض 14,708 دونم، وفقًا لمسح رسمي للأراضي والسكان. وكان هناك 1,347 دونماً من الأراضي المزروعة والأراضي القابلة للري، وكان 6,568 منها يستخدم للحبوب،  في حين تم بناء 63 دونماً من الأراضي (الحضرية).

### دولة إسرائيل
سُيطر على جولس من قبل الجيش الإسرائيلي خلال عملية ديكل، بين 8 يوليو إلى 14 يوليو عام 1948. وعلى عكس العديد من القرى المجاورة، بقي السكان في منازلهم.
في عام 1967 أصبحت جولس في مقام مجلس محلي. وكان رئيس المجلس الأول سلمان هنو. في نهاية عام 2007 كان عدد سكان القرية حوالي 5,400 نسمة. وكان معدل النمو السكاني السنوي 1.8%. جلّ سكان القرية هم من الموحدون الدروز، ومن عائلات القرية: هنو، ونبواني، وعامر، وطريف، وعباس، وخنجر، وأبو خلا، وأبو نجم، وخرباوي، وصبيح، والبوز، وماضي، وقطيش، وكبيشة، وشوباش، وأبو شقرة، وشنّان، ومختار وغيرها.
في عام 2017 نما عدد السكان بمعدل نمو سنوي بلغ 1.0%. وكانت في المرتبة الرابعة من أصل عشرة في المؤشر الاجتماعي-الاقتصادي في عام 2015. وبلغت نسبة المؤهلين للحصول على شهادة الثانوية العامة أو البجروت بين طلاب الصف الثاني عشر بين عام 2016 وعام 2017 حوالي 59.8%. وبحسب إحصائيات عام 2021 فأن هذه النسبة إرتفعت لتصبح 84.3%.  وكان متوسط الراتب الشهري للسكان في نهاية عام 2016 هو 7,252 شيكل جديد بالمقارنة مع المتوسط الوطني حوالي 8,913 شيكل جديد. بينما في عام 2021 كان الراتب المتوسط في الشهر للرجال هو 11,284 شاقل وللإناث 4,765 شاقل.

## معالم
- بيت التراث الدُرزي.[24]

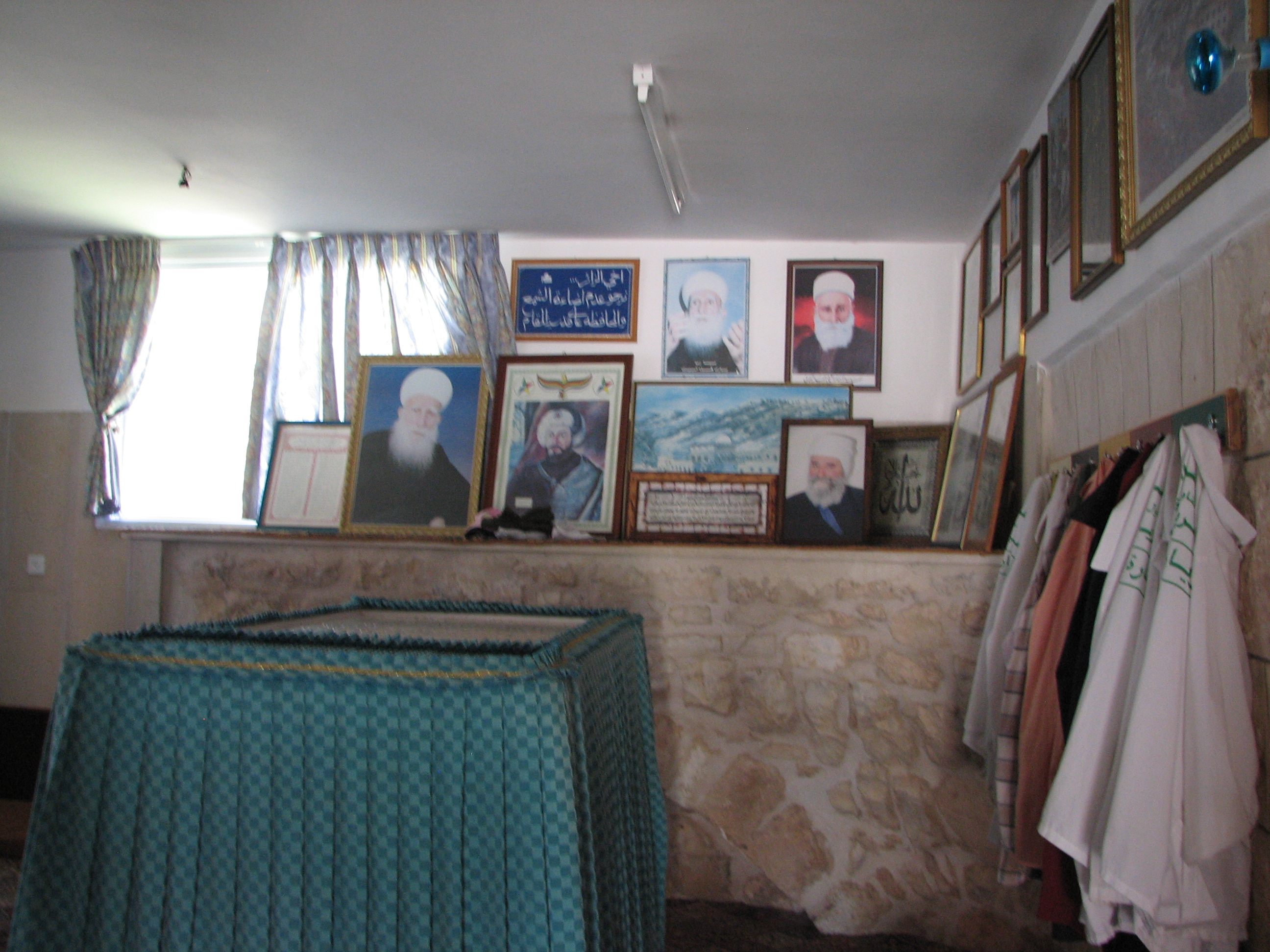
داخل قبر الشيخ علي فارس في جولس.

- يوجد في قرية جولس قبر الشيخ علي فارس الذي عاش فيها في القرن السابع عشر.
- يتواجد في قرية جولس ضريح للنبي شعيب حيث يتوافد إليه خلال السنة الآلاف من الزوار.

وتحتضن قرية جولس حديقة مميزة وواسعة أسمها حديقة المنى حيث يتوافد إليها كل أسبوع المئات من الزوار والعرسان للتصوير. ويدير شؤون القرية مجلس محلي منذ سنوات الستينات من القرن العشرين. اليوم يترأس المجلس المحلي سليم طريف. كان اعتماد القرية في السابق على الزراعة لكن السكان يعملون اليوم بأشغال مختلفة. وفي القرية مدرستان ابتدائيتان ومدرسة ثانوية أيضا فيها مركز جماهيري وبيت شعب واسع وضخم. وفي القرية خلوة واحدة، والقبة الشمالية للشيخ علي فارس، والقبة الشمالية لسيدنا «الخضر»، وفيها مقرات لناديي الهستدروت، والليكود.